# Dio benedica il reggaeton
Dio benedica il reggaeton è un singolo del rapper italiano Fred De Palma, pubblicato il 19 marzo 2019. Il singolo ha visto la collaborazione della rapper italiana Baby K.

## Tracce
1. Dio benedica il reggaeton – 2:48

## Classifiche
| Classifica (2019) | Posizione massima |
| ----------------- | ----------------- |
| Italia            | 76                |